# イスラム民主党 (ルワンダ)
イスラム民主党（イスラムみんしゅとう、英語：Islamic Democratic Party、フランス語：Parti Démocratique Islamique）は、ルワンダの政党。2003年9月30日総選挙で53議席中2議席を獲得した。ルワンダ愛国戦線などとともに連立与党を構成している。
ルワンダ国内では少数派であるイスラム教徒（ムスリム）の利益を代表する。